# Gregory Maguire

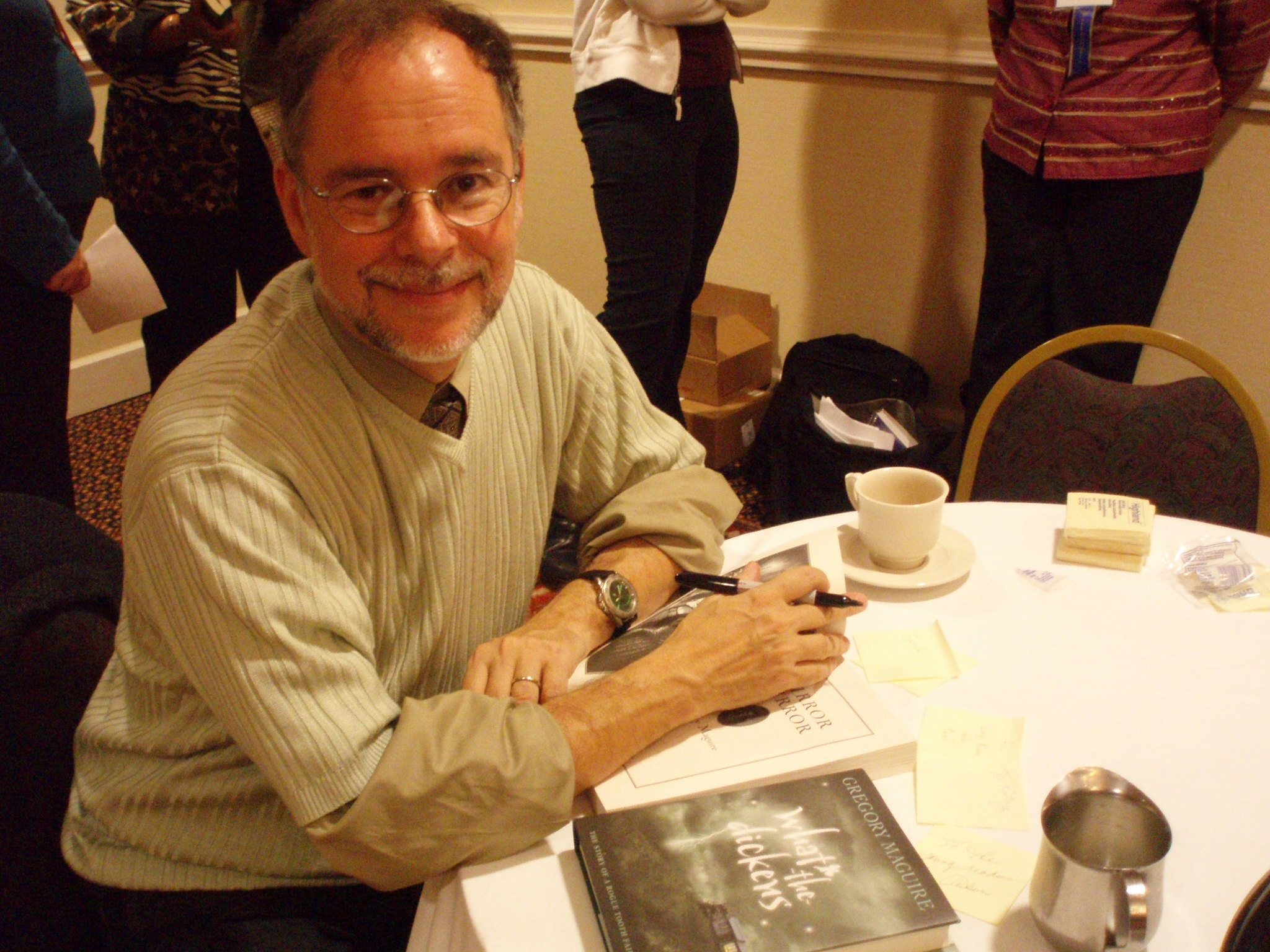
Gregory Maguire, 2007

Gregory Maguire (* 9. Juni 1954 in Albany, New York) ist ein US-amerikanischer Schriftsteller.

## Leben
Gregory Maguire promovierte an der Tufts University in englischer und amerikanischer Literatur, des Weiteren wurde ihm von der University at Albany der Grad des Bachelor of Arts verliehen. Von 1979 bis 1985 war er Professor und Vize-Direktor des Simmons College Center for the Study of Children’s Literature. Außerdem war Maguire Mitgründer der Organisation „Children’s Literature New England“.
Gregory Maguire hat drei adoptierte Kinder und ist mit dem Maler Andy Newman verheiratet. Er ist Vorstandsmitglied der gemeinnützigen „National Children’s Book and Literacy Alliance“, die sich für Bildung, Literatur und Bibliotheken einsetzt.
Einige seiner Romane gründen auf bekannte, klassische Kindererzählungen und sind für erwachsene Leser gedacht. Wicked – Die Hexen von Oz. Die wahre Geschichte der bösen Hexe des Westens (Orig.: Wicked. The Life and Times of the Wicked Witch of the West), gleichzeitig sein bekanntestes Werk, basiert beispielsweise auf dem Kinderbuch Der Zauberer von Oz von Lyman Frank Baum. Es diente auch als Vorlage für das Musical Wicked – Die Hexen von Oz. Daneben schrieb Maguire auch Romane für Kinder.

## Werke (Auswahl)
- 1996 Oasis, Clarion Books, New York, ISBN 978-0-395-67019-4
- 1999 The good liar, Clarion Books, New York, ISBN 0-395-90697-0
- 1999 Confessions of an ugly Stepsister, (deutsch: Das Tulpenhaus oder Bekenntnisse einer häßlichen Stiefschwester. übersetzt von Mechthild Sandberg-Ciletti, Deutscher Taschenbuch-Verlag, München 2000) ISBN 3-423-24230-2
- 2017 Hiddensee: A Tale of the Once and Future Nutcracker, HarperCollins, New York, ISBN 978-0-06-268440-0

Wicked Bücher:
- The Wicked Years-Zyklus
  - 1995 Wicked. The Life and Times of the Wicked Witch of the West (deutsch: Wicked - Die Hexen von Oz. Die wahre Geschichte der Bösen Hexe des Westens. übersetzt von Hans-Ulrich Möhring,  Klett-Cotta (Hobbit Presse), 2008) ISBN 978-3-608-93811-1
  - 2005 Son of a Witch, Regan Books, New York, ISBN 978-0-06-074722-0
  - 2008 A Lion among Men, Harper Collins, New York, ISBN 978-0-06-172654-5
  - 2011 Out of Oz, William Morrow ISBN 978-0-06-054894-0

- Another Day-Zyklus (Sequel)
  - 2021 The Brides of Maracoor, William Morrow ISBN 978-0-06-309397-3
  - 2022 The Oracle of Maracoor, 	Harper Collins, New York, ISBN 978-0-06-309403-1
  - 2023 The Witch of Maracoor, Harper Collins, New York, ISBN 978-0-06-309408-6

- Elphie
  - 2025 Elphie, Harper Collins, New York, ISBN 978-0-06-344582-6